# Hydroscapha mauretanica
Hydroscapha mauretanica is een keversoort uit de familie Hydroscaphidae. De wetenschappelijke naam van de soort is voor het eerst geldig gepubliceerd in 1922 door Peyerimhoff.